# Аваллон (округ)
Аваллон (фр. Avallon) — округ во Франции, один из округов в регионе Бургундия. Департамент округа — Йонна. Супрефектура — Аваллон. В состав округа входит 135 коммун.
Население округа на 2019 год составляло 41 298 человек. Плотность населения составляет 19,9 чел./км². Площадь округа составляет всего 2 078 км².

## История
Округ Аваллон был создан в 1800 году. При реорганизации округов департамента Йонна в январе 2017 года в состав Аваллона перешло 12 коммун от округа Осер; 13 коммун перешли к Осеру.